# Faraquet
Faraquet (/ˈfærəkɛt/) — американская пост-хардкор-группа из Вашингтона, существовавшая в период с 1997 по 2001 год, издаваясь на лейбле «Dischord Records». Оказали заметное влияние на формирование стиля мат-рок. На данный момент, двое из бывших участников коллектива, Девин Окампо (англ. Devin Ocampo) и Чэд Молтер (англ. Chad Molter), являются участниками группы «Medications».

## Состав
- Дэвин Окампо (Devin Ocampo): вокал, гитара, барабаны/перкуссия, клавиши, банджо, баритон-гитара, труба.
- Джеф Босуэл (Jeff Boswell): бас, фидбэк-гитара
- Чэд Молтер (Chad Molter): барабаны/перкуссия, вокал, пикколо бас

## Дискография

### 7-inches
- «Parakeet» b/w «Um Die Ecke» (Mis En Scene Records:002)(1998)
- «Whole Thing Over» b/w «Call It Sane» (DeSoto Records:32)(1999)

### EP
- сплит с Akarso (404 Records: 404—002)(1999)

### LP
- The View from this Tower (Dischord Records: 122) (2000)

### Сборники
- Песня «Cut Self Not» на «20 Years of Dischord» (Dischord Records: 125) (2002)
- Anthology 1997-98 (2008)